# ATP Cup 2021
L'ATP Cup 2021 è stato un torneo di tennis a squadre maschili disputato a Melbourne, giunto alla sua seconda edizione. A causa delle restrizioni del governo australiano in seguito alla pandemia da COVID-19, tutti gli incontri si sono disputati al Melbourne Park (le gare del 4 febbraio sono state rinviate a causa di un caso positivo nello staff della manifestazione).
In finale la Russia ha sconfitto l'Italia per 2-0, vincendo così il suo primo titolo.

## Partecipanti
I primi 11 paesi nella classifica si sono qualificati, in base alla classifica ATP del loro migliore giocatore singolare aggiornata al 4 gennaio e al loro impegno a partecipare all'evento. La Svizzera si è ritirata dopo il ritiro di Roger Federer dall'evento. Come paese ospitante l'Australia ha avuto diritto ad una wild card.
| #       | Nazione   | Primo giocatore    | Ranking | Secondo giocatore     | Ranking | Terzo giocatore     | Quarto giocatore         |
| ------- | --------- | ------------------ | ------- | --------------------- | ------- | ------------------- | ------------------------ |
| 1       | Serbia    | Novak Đoković      | 1       | Dušan Lajović         | 26      | Filip Krajinović    | Nikola Ćaćić             |
| 2       | Spagna    | Rafael Nadal       | 2       | Roberto Bautista Agut | 13      | Pablo Carreño Busta | Marcel Granollers        |
| 3       | Austria   | Dominic Thiem      | 3       | Dennis Novak          | 98      | Philipp Oswald      | Tristan-Samuel Weissborn |
| 4       | Russia    | Daniil Medvedev    | 4       | Andrej Rublëv         | 8       | Aslan Karacev       | Evgenij Donskoj          |
| 5       | Grecia    | Stefanos Tsitsipas | 6       | Michail Pervolarakis  | 458     | Markos Kalovelonis  | Petros Tsitsipas         |
| 6       | Germania  | Alexander Zverev   | 7       | Jan-Lennard Struff    | 37      | Kevin Krawietz      | Andreas Mies             |
| 7       | Argentina | Diego Schwartzman  | 9       | Guido Pella           | 44      | Horacio Zeballos    | Máximo González          |
| 8       | Italia    | Matteo Berrettini  | 10      | Fabio Fognini         | 17      | Simone Bolelli      | Andrea Vavassori         |
| 9       | Giappone  | Kei Nishikori      | 10 (PR) | Yoshihito Nishioka    | 57      | Ben McLachlan       | Toshihide Matsui         |
| 10      | Francia   | Gaël Monfils       | 11      | Benoît Paire          | 28      | Nicolas Mahut       | Édouard Roger-Vasselin   |
| 11      | Canada    | Denis Shapovalov   | 12      | Milos Raonic          | 14      | Steven Diez         | Peter Polansky           |
| 12 (WC) | Australia | Alex de Minaur     | 23      | John Millman          | 38      | John Peers          | Luke Saville             |

## Formato
Le 12 squadre sono divise in quattro gruppi di tre squadre ciascuno, con un format round robin. Le quattro squadre vincitrici dei rispettivi gruppi si qualificheranno per le semifinali.
| Giorno            | Turno       | Numero di squadre |
| ----------------- | ----------- | ----------------- |
| 2, 3 e 5 febbraio | Round robin | 12                |
| 6 febbraio        | Semifinali  | 4                 |
| 7 febbraio        | Finale      | 2                 |

## Fase a gironi

### Gruppo A
| Pos. | Nazione  | Incontri | Partite | Set  | S %    | Game  | G %    |
| ---- | -------- | -------- | ------- | ---- | ------ | ----- | ------ |
| 1    | Germania | 2–0      | 4–2     | 10–7 | 58.82% | 88–87 | 50.29% |
| 2    | Serbia   | 1–1      | 3–3     | 8–7  | 53.33% | 80–75 | 51.61% |
| 3    | Canada   | 0–2      | 2–4     | 2–4  | 33.33% | 75–81 | 48.08% |

#### Serbia vs. Canada
| Serbia 2 | Melbourne Park, Melbourne 2 febbraio 2021 Cemento (indoor) | Melbourne Park, Melbourne 2 febbraio 2021 Cemento (indoor)       | Canada 1 |      |   |  |
| \| \| \| \| 1 \| 2 \| 3 \| \| \| - \| \| ---------------------------------------------------------------- \| --- \| ---- \| - \| \| \| 1 \| \| Dušan Lajović Milos Raonic \| 3 6 \| 4 6 \| \| \| \| 2 \| \| Novak Đoković Denis Shapovalov \| 7 5 \| 7 5 \| \| \| \| 3 \| \| Novak Đoković / Filip Krajinović Milos Raonic / Denis Shapovalov \| 7 5 \| 7 64 \| \| \| |                                                            |                                                                  |          |      |   |  |
| |                                                            |                                                                  | 1        | 2    | 3 |  |
| 1 | Serbia (bandiera) · Canada (bandiera)                      | Dušan Lajović Milos Raonic                                       | 3 6      | 4 6  |   |  |
| 2 | Serbia (bandiera) · Canada (bandiera)                      | Novak Đoković Denis Shapovalov                                   | 7 5      | 7 5  |   |  |
| 3 | Serbia (bandiera) · Canada (bandiera)                      | Novak Đoković / Filip Krajinović Milos Raonic / Denis Shapovalov | 7 5      | 7 64 |   |  |

#### Germania vs. Canada
| Germania 2 | Melbourne Park, Melbourne 3 febbraio 2021 Cemento (indoor) | Melbourne Park, Melbourne 3 febbraio 2021 Cemento (indoor)       | Canada 1 |      |          |  |
| \| \| \| \| 1 \| 2 \| 3 \| \| \| - \| \| ---------------------------------------------------------------- \| ---- \| ---- \| -------- \| \| \| 1 \| \| Jan-Lennard Struff Milos Raonic \| 7 64 \| 7 61 \| \| \| \| 2 \| \| Alexander Zverev Denis Shapovalov \| 65 7 \| 6 3 \| 7 64 \| \| \| 3 \| \| Kevin Krawietz / Jan-Lennard Struff Steven Diez / Peter Polansky \| 64 7 \| 7 6 \| [3] [10] \| \| |                                                            |                                                                  |          |      |          |  |
| |                                                            |                                                                  | 1        | 2    | 3        |  |
| 1 | Germania (bandiera) · Canada (bandiera)                    | Jan-Lennard Struff Milos Raonic                                  | 7 64     | 7 61 |          |  |
| 2 | Germania (bandiera) · Canada (bandiera)                    | Alexander Zverev Denis Shapovalov                                | 65 7     | 6 3  | 7 64     |  |
| 3 | Germania (bandiera) · Canada (bandiera)                    | Kevin Krawietz / Jan-Lennard Struff Steven Diez / Peter Polansky | 64 7     | 7 6  | [3] [10] |  |

#### Serbia vs. Germania
| Serbia 1 | Melbourne Park, Melbourne 5 febbraio 2021 Cemento (indoor) | Melbourne Park, Melbourne 5 febbraio 2021 Cemento (indoor)         | Germania 2 |     |      |  |
| \| \| \| \| 1 \| 2 \| 3 \| \| \| - \| \| ------------------------------------------------------------------ \| ---- \| --- \| ---- \| \| \| 1 \| \| Dušan Lajović Jan-Lennard Struff \| 6 3 \| 3 6 \| 4 6 \| \| \| 2 \| \| Novak Đoković Alexander Zverev \| 63 7 \| 6 2 \| 7 5 \| \| \| 3 \| \| Nikola Ćaćić / Novak Đoković Jan-Lennard Struff / Alexander Zverev \| 64 7 \| 7 5 \| 7 10 \| \| |                                                            |                                                                    |            |     |      |  |
| |                                                            |                                                                    | 1          | 2   | 3    |  |
| 1 | Serbia (bandiera) · Germania (bandiera)                    | Dušan Lajović Jan-Lennard Struff                                   | 6 3        | 3 6 | 4 6  |  |
| 2 | Serbia (bandiera) · Germania (bandiera)                    | Novak Đoković Alexander Zverev                                     | 63 7       | 6 2 | 7 5  |  |
| 3 | Serbia (bandiera) · Germania (bandiera)                    | Nikola Ćaćić / Novak Đoković Jan-Lennard Struff / Alexander Zverev | 64 7       | 7 5 | 7 10 |  |

### Gruppo B
| Pos. | Nazione   | Incontri | Partite | Set | S %    | Game  | G %    |
| ---- | --------- | -------- | ------- | --- | ------ | ----- | ------ |
| 1    | Spagna    | 1–1      | 4–2     | 8–4 | 66.67% | 63–51 | 55.26% |
| 2    | Grecia    | 1–1      | 3–3     | 6–6 | 50%    | 49–53 | 48.04% |
| 3    | Australia | 1–1      | 2–4     | 5–9 | 35.71% | 60–68 | 46.88% |

#### Spagna vs. Australia
| Spagna 3 | Melbourne Park, Melbourne 2 febbraio 2021 Cemento (indoor) | Melbourne Park, Melbourne 2 febbraio 2021 Cemento (indoor)        | Australia 0 |     |     |  |
| \| \| \| \| 1 \| 2 \| 3 \| \| \| - \| \| ----------------------------------------------------------------- \| --- \| --- \| --- \| \| \| 1 \| \| Pablo Carreño Busta John Millman \| 6 2 \| 6 4 \| \| \| \| 2 \| \| Roberto Bautista Agut Alex de Minaur \| 4 6 \| 6 4 \| 6 4 \| \| \| 3 \| \| Pablo Carreño Busta / Marcel Granollers John Peers / Luke Saville \| 6 4 \| 7 5 \| \| \| |                                                            |                                                                   |             |     |     |  |
| |                                                            |                                                                   | 1           | 2   | 3   |  |
| 1 | Spagna (bandiera) · Australia (bandiera)                   | Pablo Carreño Busta John Millman                                  | 6 2         | 6 4 |     |  |
| 2 | Spagna (bandiera) · Australia (bandiera)                   | Roberto Bautista Agut Alex de Minaur                              | 4 6         | 6 4 | 6 4 |  |
| 3 | Spagna (bandiera) · Australia (bandiera)                   | Pablo Carreño Busta / Marcel Granollers John Peers / Luke Saville | 6 4         | 7 5 |     |  |

#### Grecia vs. Australia
| Grecia 1 | Melbourne Park, Melbourne 3 febbraio 2021 Cemento (indoor) | Melbourne Park, Melbourne 3 febbraio 2021 Cemento (indoor)          | Australia 2 |     |      |  |
| \| \| \| \| 1 \| 2 \| 3 \| \| \| - \| \| ------------------------------------------------------------------- \| --- \| --- \| ---- \| \| \| 1 \| \| Michail Pervolarakis John Millman \| 2 6 \| 3 6 \| \| \| \| 2 \| \| Stefanos Tsitsipas Alex de Minaur \| 6 3 \| 7 5 \| \| \| \| 3 \| \| Michail Pervolarakis / Stefanos Tsitsipas John Peers / Luke Saville \| 3 6 \| 6 4 \| 5 10 \| \| |                                                            |                                                                     |             |     |      |  |
| |                                                            |                                                                     | 1           | 2   | 3    |  |
| 1 | Grecia (bandiera) · Australia (bandiera)                   | Michail Pervolarakis John Millman                                   | 2 6         | 3 6 |      |  |
| 2 | Grecia (bandiera) · Australia (bandiera)                   | Stefanos Tsitsipas Alex de Minaur                                   | 6 3         | 7 5 |      |  |
| 3 | Grecia (bandiera) · Australia (bandiera)                   | Michail Pervolarakis / Stefanos Tsitsipas John Peers / Luke Saville | 3 6         | 6 4 | 5 10 |  |

#### Spagna vs. Grecia
| Spagna 1 | Melbourne Park, Melbourne 5 febbraio 2021 Cemento (indoor) | Melbourne Park, Melbourne 5 febbraio 2021 Cemento (indoor)                      | Grecia 2 |     |   |        |
| \| \| \| \| 1 \| 2 \| 3 \| \| \| - \| \| ------------------------------------------------------------------------------- \| --- \| --- \| - \| ------ \| \| 1 \| \| Pablo Carreño Busta Michail Pervolarakis \| 6 3 \| 6 4 \| \| \| \| 2 \| \| Roberto Bautista Agut Stefanos Tsitsipas \| 5 7 \| 5 7 \| \| \| \| 3 \| \| Pablo Carreño Busta / Marcel Granollers Markos Kalovelonis / Stefanos Tsitsipas \| 0 1 \| \| \| ritiro \| |                                                            |                                                                                 |          |     |   |        |
| |                                                            |                                                                                 | 1        | 2   | 3 |        |
| 1 | Spagna (bandiera) · Grecia (bandiera)                      | Pablo Carreño Busta Michail Pervolarakis                                        | 6 3      | 6 4 |   |        |
| 2 | Spagna (bandiera) · Grecia (bandiera)                      | Roberto Bautista Agut Stefanos Tsitsipas                                        | 5 7      | 5 7 |   |        |
| 3 | Spagna (bandiera) · Grecia (bandiera)                      | Pablo Carreño Busta / Marcel Granollers Markos Kalovelonis / Stefanos Tsitsipas | 0 1      |     |   | ritiro |

### Gruppo C
| Pos. | Nazione | Incontri | Partite | Set | S %    | Game  | G %    |
| ---- | ------- | -------- | ------- | --- | ------ | ----- | ------ |
| 1    | Italia  | 2–0      | 4–2     | 8–4 | 66.67% | 61–48 | 55.96% |
| 2    | Francia | 1–1      | 3–3     | 6–5 | 54.55% | 51–52 | 49.51% |
| 3    | Austria | 0–2      | 2–4     | 3–8 | 27.27% | 43–55 | 43.88% |

#### Austria vs. Italia
| Austria 1 | Melbourne Park, Melbourne 2 febbraio 2021 Cemento (indoor) | Melbourne Park, Melbourne 2 febbraio 2021 Cemento (indoor)     | Italia 2 |     |   |  |
| \| \| \| \| 1 \| 2 \| 3 \| \| \| - \| \| -------------------------------------------------------------- \| --- \| --- \| - \| \| \| 1 \| \| Dennis Novak Fabio Fognini \| 6 3 \| 6 2 \| \| \| \| 2 \| \| Dominic Thiem Matteo Berrettini \| 2 6 \| 4 6 \| \| \| \| 3 \| \| Dennis Novak / Dominic Thiem Matteo Berrettini / Fabio Fognini \| 1 6 \| 4 6 \| \| \| |                                                            |                                                                |          |     |   |  |
| |                                                            |                                                                | 1        | 2   | 3 |  |
| 1 | Austria (bandiera) · Italia (bandiera)                     | Dennis Novak Fabio Fognini                                     | 6 3      | 6 2 |   |  |
| 2 | Austria (bandiera) · Italia (bandiera)                     | Dominic Thiem Matteo Berrettini                                | 2 6      | 4 6 |   |  |
| 3 | Austria (bandiera) · Italia (bandiera)                     | Dennis Novak / Dominic Thiem Matteo Berrettini / Fabio Fognini | 1 6      | 4 6 |   |  |

#### Italia vs. Francia
| Italia 2 | Melbourne Park, Melbourne 3 febbraio 2021 Cemento (indoor) | Melbourne Park, Melbourne 3 febbraio 2021 Cemento (indoor)               | Francia 1 |      |   |  |
| \| \| \| \| 1 \| 2 \| 3 \| \| \| - \| \| ------------------------------------------------------------------------ \| --- \| ---- \| - \| \| \| 1 \| \| Fabio Fognini Benoît Paire \| 6 1 \| 7 62 \| \| \| \| 2 \| \| Matteo Berrettini Gaël Monfils \| 6 4 \| 6 2 \| \| \| \| 3 \| \| Simone Bolelli / Andrea Vavassori Nicolas Mahut / Édouard Roger-Vasselin \| 3 6 \| 4 6 \| \| \| |                                                            |                                                                          |           |      |   |  |
| |                                                            |                                                                          | 1         | 2    | 3 |  |
| 1 | Italia (bandiera) · Francia (bandiera)                     | Fabio Fognini Benoît Paire                                               | 6 1       | 7 62 |   |  |
| 2 | Italia (bandiera) · Francia (bandiera)                     | Matteo Berrettini Gaël Monfils                                           | 6 4       | 6 2  |   |  |
| 3 | Italia (bandiera) · Francia (bandiera)                     | Simone Bolelli / Andrea Vavassori Nicolas Mahut / Édouard Roger-Vasselin | 3 6       | 4 6  |   |  |

#### Austria vs. Francia
| Austria 1 | Melbourne Park, Melbourne 5 febbraio 2021 Cemento (indoor) | Melbourne Park, Melbourne 5 febbraio 2021 Cemento (indoor)                       | Francia 2 |     |   |        |
| \| \| \| \| 1 \| 2 \| 3 \| \| \| - \| \| -------------------------------------------------------------------------------- \| ---- \| --- \| - \| ------ \| \| 1 \| \| Dennis Novak Nicolas Mahut \| 62 7 \| 2 6 \| \| \| \| 2 \| \| Dominic Thiem Benoît Paire \| 6 1 \| 0 \| \| ritiro \| \| 3 \| \| Philipp Oswald / Tristan-Samuel Weissborn Nicolas Mahut / Édouard Roger-Vasselin \| 2 6 \| 3 6 \| \| \| |                                                            |                                                                                  |           |     |   |        |
| |                                                            |                                                                                  | 1         | 2   | 3 |        |
| 1 | Austria (bandiera) · Francia (bandiera)                    | Dennis Novak Nicolas Mahut                                                       | 62 7      | 2 6 |   |        |
| 2 | Austria (bandiera) · Francia (bandiera)                    | Dominic Thiem Benoît Paire                                                       | 6 1       | 0   |   | ritiro |
| 3 | Austria (bandiera) · Francia (bandiera)                    | Philipp Oswald / Tristan-Samuel Weissborn Nicolas Mahut / Édouard Roger-Vasselin | 2 6       | 3 6 |   |        |

### Gruppo D
| Pos. | Nazione   | Incontri | Partite | Set  | S %    | Game  | G %    |
| ---- | --------- | -------- | ------- | ---- | ------ | ----- | ------ |
| 1    | Russia    | 2–0      | 4–2     | 9–4  | 69.23% | 68–45 | 60.18% |
| 2    | Argentina | 1–1      | 4–2     | 8–5  | 61.54% | 67–56 | 54.47% |
| 3    | Giappone  | 0–2      | 1–5     | 3–11 | 21.43% | 42–76 | 35.59% |

#### Russia vs. Argentina
| Russia 2 | Melbourne Park, Melbourne 2 febbraio 2021 Cemento (indoor) | Melbourne Park, Melbourne 2 febbraio 2021 Cemento (indoor)       | Argentina 1 |      |   |  |
| \| \| \| \| 1 \| 2 \| 3 \| \| \| - \| \| ---------------------------------------------------------------- \| --- \| ---- \| - \| \| \| 1 \| \| Andrej Rublëv Guido Pella \| 6 2 \| 6 4 \| \| \| \| 2 \| \| Daniil Medvedev Diego Schwartzman \| 7 5 \| 6 3 \| \| \| \| 3 \| \| Aslan Karacev / Andrej Rublëv Máximo González / Horacio Zeballos \| 4 6 \| 64 7 \| \| \| |                                                            |                                                                  |             |      |   |  |
| |                                                            |                                                                  | 1           | 2    | 3 |  |
| 1 | Russia (bandiera) · Argentina (bandiera)                   | Andrej Rublëv Guido Pella                                        | 6 2         | 6 4  |   |  |
| 2 | Russia (bandiera) · Argentina (bandiera)                   | Daniil Medvedev Diego Schwartzman                                | 7 5         | 6 3  |   |  |
| 3 | Russia (bandiera) · Argentina (bandiera)                   | Aslan Karacev / Andrej Rublëv Máximo González / Horacio Zeballos | 4 6         | 64 7 |   |  |

#### Russia vs. Giappone
| Russia 2 | Melbourne Park, Melbourne 3 febbraio 2021 Cemento (indoor) | Melbourne Park, Melbourne 3 febbraio 2021 Cemento (indoor)         | Giappone 1 |     |       |  |
| \| \| \| \| 1 \| 2 \| 3 \| \| \| - \| \| ------------------------------------------------------------------ \| --- \| --- \| ----- \| \| \| 1 \| \| Andrej Rublëv Yoshihito Nishioka \| 6 1 \| 6 3 \| \| \| \| 2 \| \| Daniil Medvedev Kei Nishikori \| 6 2 \| 6 4 \| \| \| \| 3 \| \| Evgenij Donskoj / Aslan Karacev Ben McLachlan / Yoshihito Nishioka \| 6 4 \| 3 6 \| 10 12 \| \| |                                                            |                                                                    |            |     |       |  |
| |                                                            |                                                                    | 1          | 2   | 3     |  |
| 1 | Russia (bandiera) · Giappone (bandiera)                    | Andrej Rublëv Yoshihito Nishioka                                   | 6 1        | 6 3 |       |  |
| 2 | Russia (bandiera) · Giappone (bandiera)                    | Daniil Medvedev Kei Nishikori                                      | 6 2        | 6 4 |       |  |
| 3 | Russia (bandiera) · Giappone (bandiera)                    | Evgenij Donskoj / Aslan Karacev Ben McLachlan / Yoshihito Nishioka | 6 4        | 3 6 | 10 12 |  |

#### Argentina vs. Giappone
| Argentina 3 | Melbourne Park, Melbourne 6 febbraio 2021 Cemento (indoor) | Melbourne Park, Melbourne 6 febbraio 2021 Cemento (indoor)          | Giappone 0 |      |     |  |
| \| \| \| \| 1 \| 2 \| 3 \| \| \| - \| \| ------------------------------------------------------------------- \| --- \| ---- \| --- \| \| \| 1 \| \| Guido Pella Yoshihito Nishioka \| 6 3 \| 7 64 \| \| \| \| 2 \| \| Diego Schwartzman Kei Nishikori \| 6 1 \| 64 7 \| 6 0 \| \| \| 3 \| \| Máximo González / Horacio Zeballos Ben McLachlan / Toshihide Matsui \| 6 2 \| 6 2 \| \| \| |                                                            |                                                                     |            |      |     |  |
| |                                                            |                                                                     | 1          | 2    | 3   |  |
| 1 | Argentina (bandiera) · Giappone (bandiera)                 | Guido Pella Yoshihito Nishioka                                      | 6 3        | 7 64 |     |  |
| 2 | Argentina (bandiera) · Giappone (bandiera)                 | Diego Schwartzman Kei Nishikori                                     | 6 1        | 64 7 | 6 0 |  |
| 3 | Argentina (bandiera) · Giappone (bandiera)                 | Máximo González / Horacio Zeballos Ben McLachlan / Toshihide Matsui | 6 2        | 6 2  |     |  |

## Fase a eliminazione diretta

### Tabellone
|  | Semifinali | Semifinali | Semifinali |        |   | Finale | Finale | Finale |  |
|  |            |            |            |        |   |        |        |        |  |
|  | 6          | Germania   | 1          |        |   |        |        |        |  |
|  | 6          | Germania   | 1          |        |   |        |        |        |  |
|  | 4          | Russia     | 2          |        |   |        |        |        |  |
|  | 4          | Russia     | 2          |        | 4 | Russia | 2      |        |  |
|  |            |            |            |        | 4 | Russia | 2      |        |  |
|  |            |            | 8          | Italia | 0 |        |        |        |  |
|  | 8          | Italia     | 8          | Italia | 0 | 3      |        |        |  |
|  | 8          | Italia     |            |        |   |        |        |        |  |
|  | 2          | Spagna     | 0          |        |   |        |        |        |  |

### Semifinali

#### Germania vs. Russia
| Germania 1 | Melbourne Park, Melbourne 6 febbraio 2021 Cemento (indoor) | Melbourne Park, Melbourne 6 febbraio 2021 Cemento (indoor)          | Russia 2 |      |     |  |
| \| \| \| \| 1 \| 2 \| 3 \| \| \| - \| \| ------------------------------------------------------------------- \| --- \| ---- \| --- \| \| \| 1 \| \| Jan-Lennard Struff Andrej Rublëv \| 6 3 \| 1 6 \| 2 6 \| \| \| 2 \| \| Alexander Zverev Daniil Medvedev \| 6 3 \| 3 6 \| 5 7 \| \| \| 3 \| \| Kevin Krawietz / Jan-Lennard Struff Evgenij Donskoj / Aslan Karacev \| 6 3 \| 7 62 \| \| \| |                                                            |                                                                     |          |      |     |  |
| |                                                            |                                                                     | 1        | 2    | 3   |  |
| 1 | Germania (bandiera) · Russia (bandiera)                    | Jan-Lennard Struff Andrej Rublëv                                    | 6 3      | 1 6  | 2 6 |  |
| 2 | Germania (bandiera) · Russia (bandiera)                    | Alexander Zverev Daniil Medvedev                                    | 6 3      | 3 6  | 5 7 |  |
| 3 | Germania (bandiera) · Russia (bandiera)                    | Kevin Krawietz / Jan-Lennard Struff Evgenij Donskoj / Aslan Karacev | 6 3      | 7 62 |     |  |

#### Italia vs. Spagna
| Italia 3 | Melbourne Park, Melbourne 6 febbraio 2021 Cemento (indoor) | Melbourne Park, Melbourne 6 febbraio 2021 Cemento (indoor)                | Spagna 0 |     |     |     |
| \| \| \| \| 1 \| 2 \| 3 \| \| \| - \| \| ------------------------------------------------------------------------- \| --- \| --- \| --- \| --- \| \| 1 \| \| Fabio Fognini Pablo Carreño Busta \| 6 2 \| 1 6 \| 6 4 \| \| \| 2 \| \| Matteo Berrettini Roberto Bautista Agut \| 6 3 \| 7 5 \| \| \| \| 3 \| \| Simone Bolelli / Andrea Vavassori Pablo Carreño Busta / Marcel Granollers \| \| \| \| w/o \| |                                                            |                                                                           |          |     |     |     |
| |                                                            |                                                                           | 1        | 2   | 3   |     |
| 1 | Italia (bandiera) · Spagna (bandiera)                      | Fabio Fognini Pablo Carreño Busta                                         | 6 2      | 1 6 | 6 4 |     |
| 2 | Italia (bandiera) · Spagna (bandiera)                      | Matteo Berrettini Roberto Bautista Agut                                   | 6 3      | 7 5 |     |     |
| 3 | Italia (bandiera) · Spagna (bandiera)                      | Simone Bolelli / Andrea Vavassori Pablo Carreño Busta / Marcel Granollers |          |     |     | w/o |

### Finale

#### Russia vs. Italia
| Russia 2 | Melbourne Park, Melbourne 7 febbraio 2021 Cemento (indoor) | Melbourne Park, Melbourne 7 febbraio 2021 Cemento (indoor)        | Italia 0 |     |   |             |
| \| \| \| \| 1 \| 2 \| 3 \| \| \| - \| \| ----------------------------------------------------------------- \| --- \| --- \| - \| ----------- \| \| 1 \| \| Andrej Rublëv Fabio Fognini \| 6 1 \| 6 2 \| \| \| \| 2 \| \| Daniil Medvedev Matteo Berrettini \| 6 4 \| 6 2 \| \| \| \| 3 \| \| Evgenij Donskoj / Aslan Karacev Simone Bolelli / Andrea Vavassori \| \| \| \| non giocato \| |                                                            |                                                                   |          |     |   |             |
| |                                                            |                                                                   | 1        | 2   | 3 |             |
| 1 | Russia (bandiera) · Italia (bandiera)                      | Andrej Rublëv Fabio Fognini                                       | 6 1      | 6 2 |   |             |
| 2 | Russia (bandiera) · Italia (bandiera)                      | Daniil Medvedev Matteo Berrettini                                 | 6 4      | 6 2 |   |             |
| 3 | Russia (bandiera) · Italia (bandiera)                      | Evgenij Donskoj / Aslan Karacev Simone Bolelli / Andrea Vavassori |          |     |   | non giocato |